# Profusulinellinae
Profusulinellinae es una subfamilia de foraminíferos bentónicos de la familia Profusulinellidae, de la superfamilia Ozawainelloidea, del suborden Fusulinina y del orden Fusulinida. Su rango cronoestratigráfico abarca desde el Bashkiriense hasta el Stephaniense (Carbonífero inferior).

## Discusión
Clasificaciones previas hubiesen incluido los géneros de Profusulinellinae en la subfamilia Fusulininae, de la familia Fusulinidae, de la superfamilia Fusulinoidea, del suborden Fusulinina y del orden Fusulinida. Clasificaciones más reciente incluyen Profusulinellidae en la subclase Fusulinana de la clase Fusulinata.

## Clasificación
Profusulinellinae incluye a los siguientes géneros:
- Depratina †
- Profusulinella †
- Ovatella †
- Staffellaeformes †

Otros géneros considerados en Profusulinellinae y actualmente incluidos en otra subfamilia son los siguientes:
- Aljutovella †, también considerado en la subfamilia Aljutovellinae
- Priscoidella †, también considerado en la subfamilia Aljutovellinae
- Skelnevatella †, también considerado en la subfamilia Aljutovellinae
- Subaljutovella †, también considerado en la subfamilia Aljutovellinae
- Tikhonovichiella †, también considerado en la subfamilia Aljutovellinae

Otro género considerado en Profusulinellinae es:
- Eofusulinella †, de posición taxonómica incierta